# José Barsabás
José Barsabás también llamado «El Justo» fue un cristiano del siglo I conocido por haber sido uno de los setenta discípulos y candidato para suceder a Judas Iscariote en su apostolado. Las Sagradas Escrituras nos indican que fue un seguidor de Jesucristo desde que este fuera bautizado por Juan.

## Descripción en la Biblia
Es nombrado en las escrituras por única vez durante el relato que hace los Hechos de los Apóstoles de la elección del sucesor de Judas Iscariote.
Tras el suicidio de este, el número original de doce apóstoles quedó reducido a once.(Hechos 1:16-19) Después de la ascensión del Señor, sus seguidores se reunieron en la casa donde vivían Simón Pedro y otros apóstoles.(Hechos 1:13-14) Pedro habló a la congregación sobre la necesidad de elegir a uno de ellos para que sustituyese a Judas.(Hechos 1:21) El elegido tendría que cumplir la condición de haber estado junto a ellos desde el bautismo por Juan hasta la Ascensión del Señor.(Hechos 1:22)
De entre los reunidos fueron seleccionados dos candidatos: Matías y José Barsabás.(Hechos 1:23) Mediante una oración, los reunidos pidieron a Dios que manifestase su voluntad mediante el procedimiento de las suertes.(Hechos 1:24-25) El elegido fue Matías.(Hechos 1:26)

## Información en la tradición cristiana

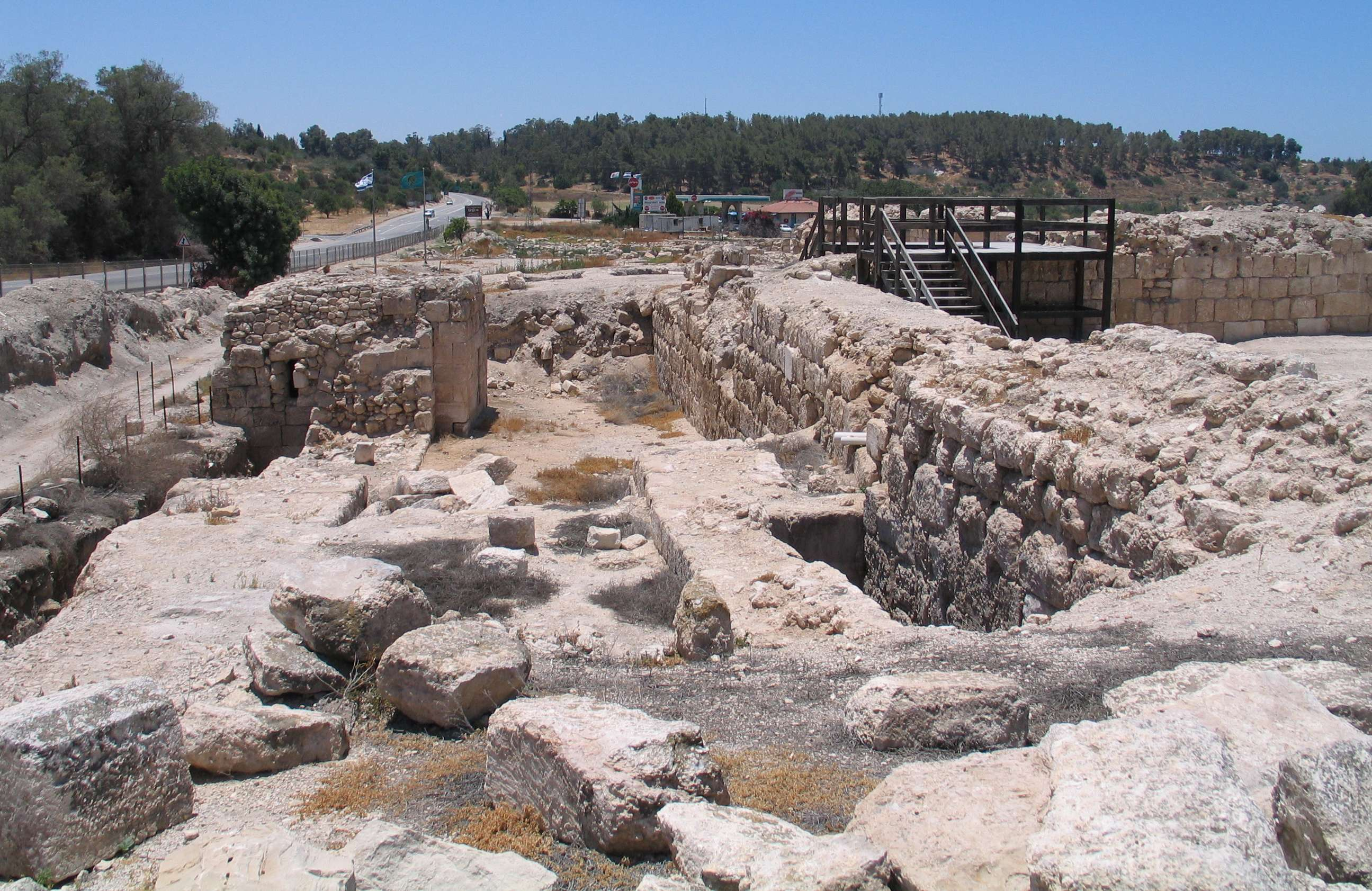
Restos de Eleutheropolis, antigua ciudad de Judea. La tradición de la Iglesia ortodoxa considera a José Barsabás como su primer obispo.

Diversas obras de la tradición cristiana han aportado a lo largo de los siglos más información sobre José Barsabás. 
En el siglo II se le contaba entre los setenta discípulos que el evangelio de Lucas (Lucas 10:1-24) indica como enviados por Jesucristo para anunciar su llegada a los sitios donde iba a ir.
Papías de Hierápolis dice de él que sobrevivió a un envenenamiento sin sufrir daño alguno, hecho que también recoge, con reservas, Eusebio de Cesarea.
La tradición de la Iglesia ortodoxa lo venera como obispo de Eleutheropolis, antigua ciudad de Judea cuyos restos se encuentran en el Parque nacional Beit Guvrin a unos 50 km al suroeste de Jerusalén.
La Leyenda dorada hace de José Barsabás un primo de Jesús y uno de los cuatro hermanos de los que habla el evangelio de Mateo (Mateo 13:55).

## Otra bibliografía utilizada en el artículo
- Stadler, J.E.; Heim, F.J.; Ginal, J.N. (1869). «Vollständiges Heiligen-Lexikon, Tomo 3º, página 455». B. Schmid'sche Verlagsbuchhandlung (en alemán).

- Datos: Q983883